# Stadtsparkasse Hemer
Die Stadtsparkasse Hemer war eine öffentlich-rechtliche Sparkasse mit Sitz in Hemer in Nordrhein-Westfalen. Ihr Geschäftsgebiet war das Stadtgebiet Hemer.

## Geschichte

### Anfänge als „Sparkasse des Amtes Hemer“
Da sich die Einwohner Hemers bislang auf die Sparkassen in Menden, Iserlohn und Altena verteilt hatten, wurde am 8. Juli 1867 auch eine „Sparkasse des Amtes Hemer“ gegründet. Die ersten Planungen begannen schon im März dieses Jahres. Zuvor gab es nur eine Spar- und Darlehenskasse in Deilinghofen, die mit Gründung der neuen Amtssparkasse ihre Geschäfte einstellte. Der Geschäftsbetrieb in Oberhemer begann am 2. März 1868 unter Leitung des Kaufmanns Paul Erkenzweig. Nach dem ersten Geschäftsjahr wies man eine Gewinn von 57 Thalern, vier Silbergroschen und acht Pfennigen auf. 1870 wechselte die Leitung und damit auch der Standort. Die neue Geschäftsstelle lag in Sundwig.
Die ersten Zinsüberschüsse, die das Amt für das Krankenhaus nutzte, wurden 1892 unter Leitung von Karl Michel, der das Geschäftslokal zurück an die Hauptstraße verlegte, erwirtschaftet. Im selben Jahr trat die Sparkasse dem Rheinisch-Westfälischen Sparkassen- und Giroverband bei. 1895 wurde die Kasse in „Amtssparkasse Hemer“ umbenannt. Zwischen 1909 und 1935 war das Amtshaus, das vom heutigen „Alten Amtshaus“ abgelöst wurde, Sitz der Sparkasse.

### Von der Weltwirtschaftskrise bis zur „Stadtsparkasse“

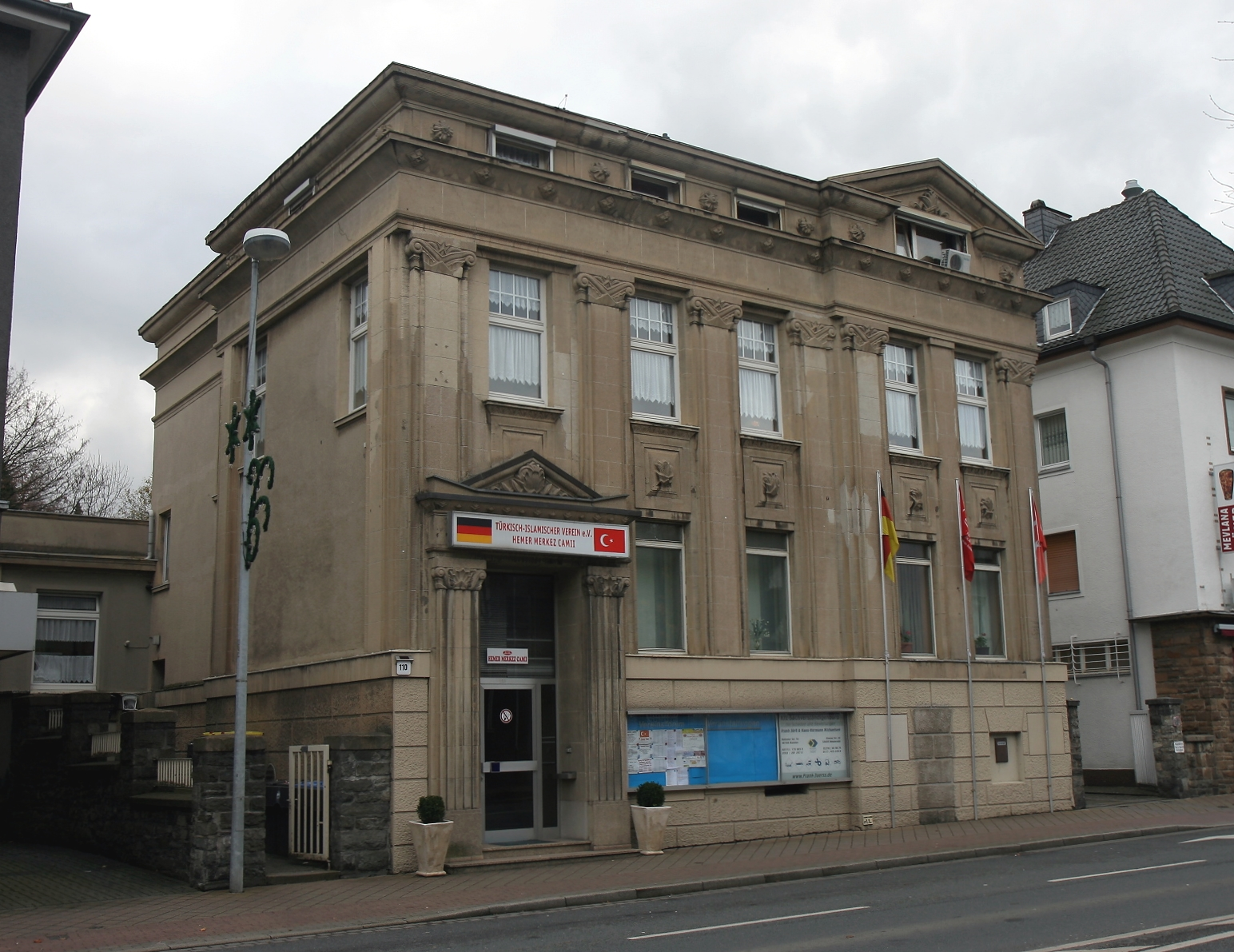
Ehemaliges Gebäude der Amtssparkasse (1935–1948)

Im November 1919 wurde der Sparkasse das Wertpapiergeschäft erlaubt. Auch das Hemeraner Kreditinstitut litt unter der folgenden Weltwirtschaftskrise, zahlungsunfähig war es jedoch nie. Im Jahr 1935 verließ man das Alte Amtshaus und bezog ein Gebäude in direkter Umgebung. Ab 1948 befand sich die Zentrale in der heutigen Stadtbücherei. Erst 1957 wurde erstmals ein eigenes Gebäude am immer noch aktuellen Standort eingeweiht und bezogen.
Danach wurden in fast allen Gemeinden des Amtes Zweigstellen eröffnet. Im Jahr 1930 bestanden schon sogenannte Annahmestellen in Ihmert und Evingsen. Hauptzweigstellen wurden eröffnet in Deilinghofen 1960, in Ihmert 1962, in Evingsen 1966, in Westig 1967, in Sundwig 1969, in Becke und Niederhemer 1969, in Bredenbruch 1981, sowie in Oberhemer 1975. Die Zweigstelle Oberhemer wurde bereits 1987 wieder geschlossen, 1999 wurde dann auch die Geschäftsstelle in Bredenbruch aufgegeben.
Die Zentrale in der Innenstadt wurde 1963 erstmals umgebaut.
Durch die kommunale Neuordnung im Jahr 1968 trat Evingsen aus dem Verband aus und wurde nach Altena eingemeindet. Die Amtssparkasse erhielt gleichzeitige den neuen Namen „Stadtsparkasse Hemer“. Ab 1974 nutzte man sogar ehemalige Wohnungen als Geschäftsräume. Im September 1975 begann eine Erweiterung, nach der die Nutzfläche 4.050 m² groß war.

### Fast-Kollaps und Auszeichnungen
1987 musste der städtische Haushalt der Sparkasse mehrere Millionen DM überweisen, weil die Kasse kurz vor dem Ruin stand. Ursache waren zu viele ungedeckte Kredite, die das Eigenkapital der Stadtsparkasse angriffen. Im Zuge der Sparkassen-Affäre wurde der gesamte Vorstand entlassen und Bürgermeister Hans Meyer musste zurücktreten. Daraufhin übernahm Wolf Stelling den Vorstandsvorsitz und sanierte das Institut.
Zum 125. Jubiläum gründete die Stadtsparkasse 1992 die Stiftung zur Förderung von Kunst und Kultur, durch die unter anderem das Stadttor finanziert wurde. 2000 wurde der Eingangsbereich umgebaut, wobei vor allem Glas eingesetzt wurde. Im November 2008 löste Dietmar Tacke, der dem Vorstand seit 1999 angehörte, den bisherigen Vorstandsvorsitzenden Wolf Stelling ab. Thomas Prochmann wurde weiteres Vorstandsmitglied.
2007 und 2008 wurde die Sparkasse Hemer jeweils als eine der 50 besten Sparkassen Deutschlands mit dem „1Voraus“-Preis ausgezeichnet. Im Bereich Westfalen-Lippe belegte die Hemeraner Stadtsparkasse den ersten Platz. Die Kulturstiftung der Stadtsparkasse stellte 400.000 Euro für den im Rahmen der Landesgartenschau 2010 entstandenen Jübergturm zur Verfügung.

### Fusion mit der Sparkasse Menden
Im Frühsommer 2009 zeichnete sich mehr und mehr eine Fusion der Sparkassen Hemer und Menden (Sauerland) ab. Die Sparkasse Menden befand sich in akuten Finanzsorgen und konnte als selbständiges Institut nicht überleben. Zwischen 2001 und 2003 ermöglichte sie vorwiegend Spätaussiedlern fragwürdige Baufinanzierungen, deren fehlende Deckung die Eigenkapitalquote der Sparkasse einschränkten. Als die Mendener Sparkasse schließlich keine Kredite mehr vergeben konnte, begann die Suche nach einem Fusionspartner. Zum 1. September 2009 fusionierten die Sparkassen Hemer und Menden nun zur neuen Sparkasse Märkisches Sauerland Hemer–Menden. Dabei ging das Vermögen der Sparkasse Menden in der Rechtsnachfolge auf die Stadtsparkasse Hemer über. Die Stadträte der beiden Kommunen haben sich am 30. Juni in Sondersitzungen einstimmig für den Fusionsvertrag ausgesprochen und diesen gebilligt. Den Vorstandsvorsitz übernimmt der Hemeraner Dietmar Tacke, Verwaltungsratsvorsitzender ist der Hemeraner Bürgermeister.

### Kennzahlen der Stadtsparkasse Hemer

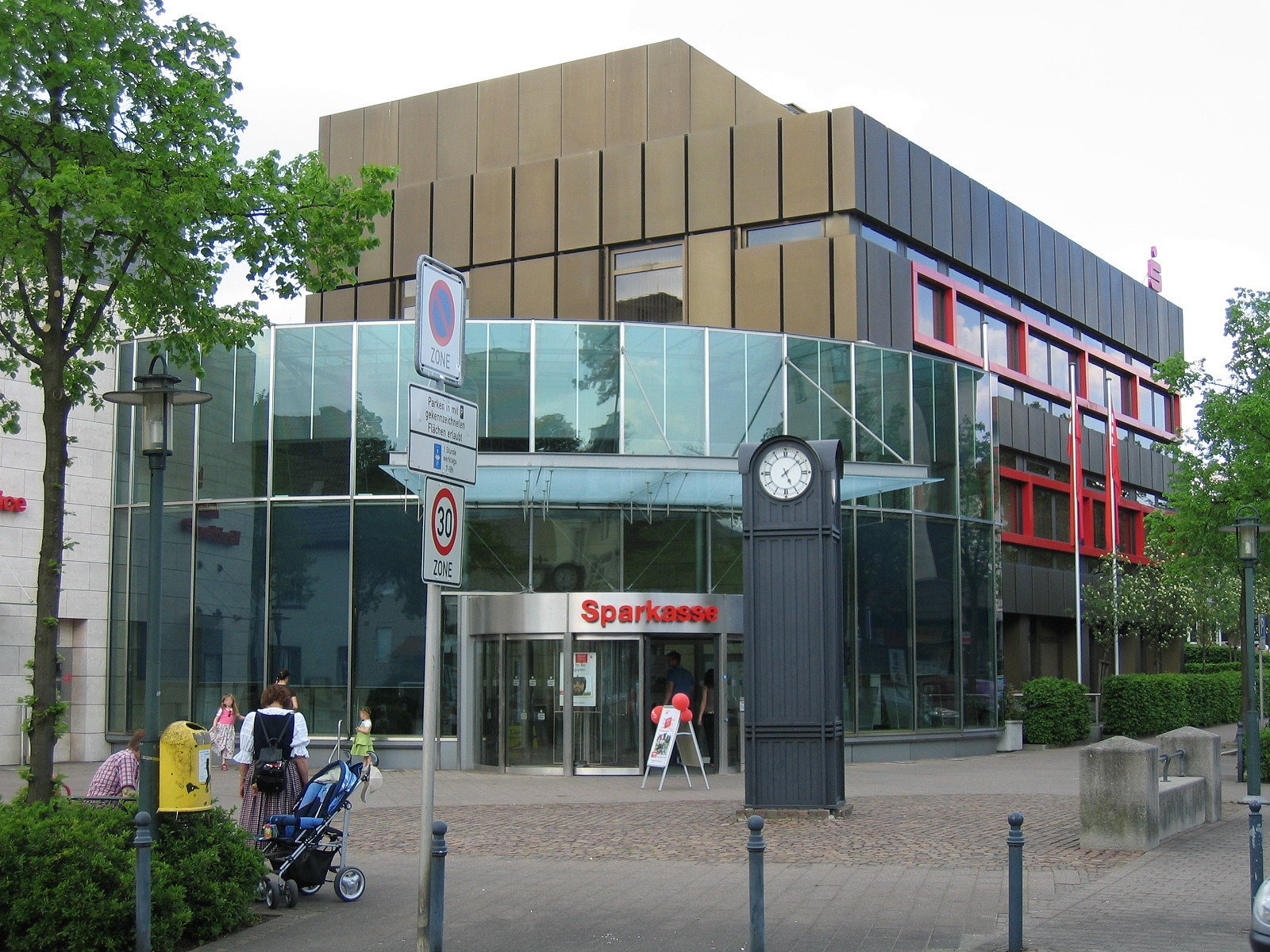
Hauptstelle

| Jahr | Bilanzsumme      | Sparkapital    | Kreditvolumen    |
| ---- | ---------------- | -------------- | ---------------- |
| 1950 | 4.301.000 DM     | 1.364.000 DM   | 1.037.000 DM     |
| 1960 | 33.519.000 DM    | 17.725.000 DM  | 17.857.000 DM    |
| 1970 | 99.462.000 DM    | 69.418.000 DM  | 67.371.000 DM    |
| 1980 | 332.875.000 DM   | 218.677.000 DM | 287.598.000 DM   |
| 1990 | 481.652.000 DM   | 320.962.000 DM | 330.095.000 DM   |
| 1999 | 864.595.000 DM   | 463.632.000 DM | 594.833.000 DM   |
| 2006 | 556.800.000 Euro | –              | 434.900.000 Euro |

## Organisationsstruktur
Die Stadtsparkasse Hemer war eine Anstalt des öffentlichen Rechts. Die Erzielung von Gewinn war nicht Hauptzweck des Geschäftsbetriebs. Organe waren der Vorstand, der aus zwei Mitgliedern bestand, der Kreditausschuss mit vier Mitgliedern und der Verwaltungsrat, dem neben dem Bürgermeister acht weitere Mitglieder angehörten. Die zuständige Aufsichtsbehörde war die Bundesanstalt für Finanzdienstleistungsaufsicht in Bonn.
Der Stadtsparkasse gehörten neben der Zentrale drei Geschäftsstellen in Deilinghofen, Ihmert und Westig, sowie zwei SB-Geschäftsstellen in Sundwig und Becke.